# Miatli
Miatli (en rus: Миатли) és un poble del Daguestan, a Rússia, que el 2019 tenia 4.788 habitants. Pertany al districte rural de Kiziliurt.